# Aedes cretinus
Aedes cretinus är en tvåvingeart som beskrevs av Edwards 1921. Aedes cretinus ingår i släktet Aedes och familjen stickmyggor. Inga underarter finns listade i Catalogue of Life.